# VK
VK, tidigare Vkontakte (ryska: Вконтакте, 'I kontakt'), är Rysslands största nätgemenskap. Det är den mest besökta webbplatsen inom den ryskspråkiga delen av Internet och hade år 2013 omkring 80 miljoner aktiva användare, varav drygt hälften i Ryssland. Tidigt under 2014 sålde grundaren Pavel Durov (född 1984) sin ägarandel av företaget. Under våren 2014 tvingades han (enligt egen utsago) bort från VK, som en del i politiska påtryckningar mot det fram till dess oberoende nätverksföretaget.

## Historik

### Bakgrund
Vkontakte grundades i oktober 2006 av den unge ryske internetentreprenören Pavel Durov. Det grundas på samma sammansättning av tjänster som kännetecknar Facebook – som ofta ses som Vkontaktes direkta inspirationskälla. Det innebär att medlemmarna kan utbyta meddelanden offentligt eller privat, skapa grupper, offentliga sidor och evenemangssidor, dela och märka upp bilder, ljud och video, och spela webbaserade spel. Precis som Facebook marknadsfördes Vkontakte först som ett nätverk för studenter vid Rysslands lärosäten, men man övergick sedan till att bli ett brett socialt nätverk. Nätverket finns tillgängligt på över 65 språk, däribland svenska.

### Försäljning, påtryckningar och ukrainsk blockad
Pavel Durov sålde i januari 2014 sin tolvprocentiga ägarandel i VK eftersom han sade sig vilja gå vidare och inrikta sig på nya internetprojekt. Däremot skulle han även framöver leda företaget som VD och övervaka och ge råd till den övriga ledningen. Samtidigt skaffade sig Megafon-ägaren Alisher Usmanov en dominerande ägarandel i företaget.
Den 1 april 2014 meddelade Durov sin avgång som VD för VK. Han drog två dagar senare tillbaka sin avskedsansökan och hävdade senare i månaden att han blivit sparkad från sin befattning. Orsaken skulle ha varit att Durov vägrat att lämna ut användardata till FSB om ukrainska VK-användare som deltog i Euromajdan-demonstrationerna 2013 eller protesterade mot Rysslands ockupation av Krim i mars 2014. Dessutom hade Rysslands allmänne åklagare krävt att en VK-grupp som stödde oppositionspolitikern Aleksej Navalnyj skulle stängas. Durov meddelade den 22 april att han lämnat Ryssland och planerade att starta ett socialt nätverk utanför landet. Durov sade att han vintern 2014 fått flera hundra påbud om att stänga ned olika politiska grupper på VK, inklusive ett domstolsbeslut om att han måste lämna ut personliga uppgifter om ukrainska oppositionella.
Ukraina spärrar sedan maj 2017 VK och andra ryska sociala nätverk, TV-kanaler samt sökmotorerna Yandex och Mail.Ru. VK användes dessförinnan av 16 miljoner ukrainare varje månad. Ukraina rättfärdigar sitt beslut med landets säkerhet.

## Storlek
Nätverket är populärt främst i Ryssland, Ukraina, Belarus och Kazakstan. I maj 2013 hade det 79,4 miljoner aktiva användare, varav 46,8 miljoner i Ryssland. Det marknadsför sig som "Europas största nätgemenskap" och är hemma i Ryssland något större än konkurrenten Odnoklassniki. Allt som allt är man den näst största webbplatsen i Ryssland, efter Yandex (som driver Rysslands dominerande Internetsöktjänst). I januari 2014 hade man mer än 239 miljoner registrerade användarkonton.